# Stade Mokhtar El-Tetsh
 (mars 2025).
Si vous disposez d'ouvrages ou d'articles de référence ou si vous connaissez des sites web de qualité traitant du thème abordé ici, merci de compléter l'article en donnant les références utiles à sa vérifiabilité et en les liant à la section « Notes et références ».
Le stade Mokhtar El-Tetsh (en arabe : ملعب مختار التتش) est un stade de football égyptien situé dans la ville du Caire.
Sa capacité est d'environ 25 000 spectateurs.

## Histoire
Il est surtout connu pour avoir servi de stade à l'équipe de première division égyptienne d'Al Ahly SC avant que celle-ci ne déménage au Stade international du Caire car le Stade El-Tetsh sera considéré comme trop petit par les dirigeants d'Al Ahly.
Initialement appelé stade d'Al Ahly puis Stade du Prince Farouk à partir de 1929, il est renommé en 1965 en l'honneur de Mokhtar El-Tetch (1905-1959), footballeur international égyptien qui a évolué à l'Al Ahly SC.
En 1982, la chanteuse Dalida s'y produira pendant sa tournée au Moyen-Orient.